# Emballonura furax
Emballonura furax — є одним з видів мішкокрилих кажанів родини Emballonuridae.

## Поширення
Країни поширення: Папуа Нова Гвінея, Індонезія. Цей вид був записана від рівня моря до 1500 м над рівнем моря. Лаштує сідала в вапнякових печерах і гірських тунелях. Колонії зазвичай числом від десяти до 30 осіб. Це нічний вид, який харчується на відкритих майданчиках.

## Загрози та охорона
Загрозами є полювання заради їжі й вирубка лісів.